# Gloria Reuben

Gloria Reuben (Toronto, 1964. június 9. –) kanadai színésznő, énekesnő. 
Legismertebb szerepe Jeanie Boulet a Vészhelyzet című drámasorozatban.

## Élete és pályafutása
Torontóban született, jamaicai származású szülők gyermekeként. Édesanyja énekesnő, édesapja építész, testvére, Denis Simpson színész és gyermekeknek szóló műsorok vezetője. Már gyermekkorában elkezdett zongorázni a tanulás mellett, később zeneelméletet és zenetechnikát tanult, majd balettet a Kanadai Királyi Konzervatóriumban.
Karrierjét modellkedéssel és televíziós reklámszerepekkel kezdte. Első ismertebb szerepe a HIV vírussal fertőzött Jeanie Boulet orvos asszisztens volt, a népszerű Vészhelyzet című televíziós sorozatban. Az 1. évadban csak vendégszerepet játszott, majd a 2. évadtól lett állandó szereplő, egészen a 6. évad elejéig. 2008-ban a 14. évadban visszatért.
1996-ban az 50 legszebb ember közé választották. 2000-ben énekelt Tina Turner Twenty Four Seven Tour-ján.

## Filmográfia

### Film
| Év   | Magyar cím             | Eredeti cím                        | Szerep                                     | Magyar hang      |
| ---- | ---------------------- | ---------------------------------- | ------------------------------------------ | ---------------- |
| 1992 | Vad orchideák 2.       | Wild Orchid II: Two Shades of Blue | Celeste                                    |                  |
| 1993 | Láthatatlan préda      | Shadowhunter                       | Cayla                                      |                  |
| 1994 | Időzsaru               | Timecop                            | Sarah Fielding                             | Szirtes Ági      |
| 1995 | Holtidő                | Nick of Time                       | Krista Brooks                              | Kéri Kitty       |
| 1998 | Indiszkrét             | Indiscreet                         | Eve Dodd                                   | Kocsis Mariann   |
| 1999 |                        | Macbeth in Manhattan               | Claudia / Lady Macbeth                     |                  |
| 1999 |                        | David and Lola                     | Gloria                                     |                  |
| 2000 | A vándor               | Pilgrim                            | Vicky                                      |                  |
| 2000 | Shaft                  | Shaft                              | Council őrmester (stáblistán nem szerepel) | Kocsis Mariann   |
| 2002 |                        | Happy Here and Now                 | Hannah                                     |                  |
| 2003 | A salemi boszorkányper | Salem Witch Trials                 | Tituba                                     | Böhm Anita       |
| 2006 | A testőr               | The Sentinel                       | Mrs. Merriweather                          | Kocsis Mariann   |
| 2008 | A beugró               | The Understudy                     | Greta                                      |                  |
| 2012 | Lincoln                | Lincoln                            | Elizabeth Keckley                          | Nádasi Veronika  |
| 2013 | Vizsga két személyre   | Admission                          | Corrinne                                   | Bognár Gyöngyvér |
| 2014 | A félelem játéka       | Reasonable Doubt                   | Blake Kanon nyomozó                        | Kocsis Mariann   |
| 2015 | Hosszú utazás          | The Longest Ride                   | Adrienne Francis                           | Bertalan Ágnes   |
| 2015 | Anesztézia             | Anesthesia                         | Meredith                                   |                  |
| 2016 |                        | Jean of the Joneses                | Janet                                      |                  |
| 2017 |                        | Who We Are Now                     | Rebecca                                    |                  |
| 2019 |                        | The Jesus Rolls                    | Lady Owner                                 |                  |
| 2022 | Tűzgyújtó              | Firestarter                        | Hollister százados                         | Kocsis Judit     |

### Televízió
| Év              | Magyar cím                                | Eredeti cím                       | Szerep                               | Megjegyzések                                          |
| --------------- | ----------------------------------------- | --------------------------------- | ------------------------------------ | ----------------------------------------------------- |
| 1990–1991       | A villám                                  | The Flash                         | Sabrina                              | 5 epizód                                              |
| 1994            | Halál egyenesben                          | Dead Air                          | Judy                                 | - tévéfilm - magyar hangja: - Farkasinszky Edit       |
| 1994            | Vallomások: A gonosz két arca             | Confessions: Two Faces of Evil    | Tanya Blackmon                       | - tévéfilm - magyar hangja: - Kocsis Judit            |
| 1995            | Gyilkos utcák                             | Homicide: Life on the Street      | Theresa Walker nyomozó               | 3 epizód                                              |
| 1995            | Johnny és lánya                           | Johnny's Girl                     | Monica                               | tévéfilm                                              |
| 1995–1999, 2008 | Vészhelyzet                               | ER                                | Jeanie Boulet                        | állandó szereplő                                      |
| 1999            | Lelkem mélyén                             | Deep in My Heart                  | Barbara Ann Williams                 | tévéfilm                                              |
| 2000            | Az egyetlen túlélő                        | Sole Survivor                     | Rose Tucker                          |                                                       |
| 2001            | New Orleans-i történet                    | The Feast of All Saints           | Cecile Ste. Marie                    | tévéfilm                                              |
| 2001–2002       | Az Ügynökség                              | The Agency                        | Lisa Fabrizzi                        | állandó szereplő                                      |
| 2002            | A kis John                                | Little John                       | Natalie Britain                      | - tévéfilm - magyar hangja: - Kocsis Mariann          |
| 2002–2011       | Esküdt ellenségek: Különleges ügyosztály  | Law & Order: Special Victims Unit | Violet Tremain / Christine Danielson | 4 epizód                                              |
| 2003–2004       | Eltűntnek nyilvánítva                     | Missing                           | Brooke Haslett                       | állandó szereplő                                      |
| 2005            | Gyilkos számok                            | Numbers                           | Erica Quimby                         | 1 epizód                                              |
| 2007            |                                           | Life Support                      | Sandra                               | tévéfilm                                              |
| 2008–2009       |                                           | Raising the Bar                   | Rosalind Whitman                     | állandó szereplő                                      |
| 2010            | Haláli testcsere                          | Drop Dead Diva                    | Kathy Miller professzor              | 1 epizód                                              |
| 2011            | Jesse Stone: Elveszett ártatlanok         | Jesse Stone: Innocents Lost       | Thelma Gleffey                       | - tévéfilm - magyar hangja: - Kocsis Mariann          |
| 2012            | Jesse Stone: Az ártatlanság vélelme       | Jesse Stone: Benefit of the Doubt | Thelma Gleffey                       | - tévéfilm - magyar hangja: - Kocsis Mariann          |
| 2013            |                                           | Betty & Coretta                   | Myrlie Evers-Williams                | tévéfilm                                              |
| 2013            | Éghasadás                                 | Falling Skies                     | Marina Peralta                       | 10 epizód                                             |
| 2014            | A mosolygós gyilkosságok                  | Happy Face Killer                 | Melinda Gand FBI-ügynök              | tévéfilm                                              |
| 2015            |                                           | The Music in Me                   | Gloria                               | tévéfilm                                              |
| 2015            | Jesse Stone: A bostoni hasfelmetsző esete | Jesse Stone: Lost in Paradise     | Thelma Gleffey                       | - tévéfilm - magyar hangja: - Kocsis Mariann          |
| 2015–2017       | Feketelista                               | The Blacklist                     | Dr. Selma Orchard                    | 1 epizód                                              |
| 2015–2019       | Mr. Robot                                 | Mr. Robot                         | Krista Gordon                        | - visszatérő szereplő - magyar hangja: - Spilák Klára |
| 2016–2017       |                                           | Saints & Sinners                  | Pamela Clayborne polgármester        | állandó szereplő                                      |
| 2017            |                                           | The Breaks                        | Mattie Taylor                        | 4 epizód                                              |
| 2017            | A titkok könyvtára                        | The Librarians                    | Jade Wells                           | 1 epizód                                              |
| 2018            | Rejtjelek                                 | Blindspot                         | Kira Evans                           | 5 epizód                                              |
| 2018–2019       |                                           | Cloak & Dagger                    | Adina Johnson                        | állandó szereplő                                      |
| 2019–2021       | Város a hegyen                            | City on a Hill                    | Eloise Hastings                      | visszatérő szerep                                     |
| 2021            | Zsaruvér                                  | Blue Bloods                       | Rachel Weber ATF-ügynök              | 2 epizód                                              |
| 2022            | The First Lady                            | The First Lady                    | Valerie Jarrett                      | 3 epizód                                              |
| 2022–2023       | The Equalizer                             | The Equalizer                     | Trish                                | 2 epizód                                              |
| 2023            | NCIS: Hawaii                              | NCIS: Hawaiʻi                     | Tannon McCarthy ezredes              | 1 epizód                                              |
| 2024            |                                           | Elsbeth                           | Claudia Payne                        | visszatérő szerep                                     |

## Fordítás
Ez a szócikk részben vagy egészben  a   Gloria Reuben című angol Wikipédia-szócikk fordításán alapul.  Az eredeti cikk szerkesztőit annak laptörténete sorolja fel. Ez a jelzés csupán a megfogalmazás eredetét és a szerzői jogokat jelzi, nem szolgál a cikkben szereplő információk forrásmegjelöléseként.